# Лена-М
П-70 «Лена-М» — советская радиолокационная станция наземного базирования, разработанная в период 1960—1968 годов в Горьковском КБ ГТЗ имени В. И. Ленина (ныне АО «ФНПЦ „ННИИРТ“»). Лена-М предназначалась для работы на протяжённых стратегических границах СССР. Является самым высокопотенциальным локатором радиотехнических войск ПВО за всю историю их существования со сложным зондирующим сигналом. Радары метрового диапазона до сих пор составляют основу дежурного поля страны.
Разработка РЛС П-70 пришлась на годы расцвета отечественной радиолокации. Её создатели трудились в обстановке огромной заинтересованности и благоприятствования со стороны как заказчика, так и ведомственного руководства (министерства). Главным конструктором РЛС П-70 был Василий Иванович Овсянников (к тому времени лауреат Государственной и Ленинской премий СССР). Ленинскую премию В. И. Овсянников получил как главный конструктор прекрасной РЛС П-14 (шифр «Лена», испытания РЛС прошли в 1959 году), модификации которой и до сих пор являются одним из основных дежурных средств радиолокационного поля РТВ ВКС РФ.
Станция П-70 работала в метровом диапазоне волн и обладала несколькими выдающимися особенностями. Во-первых, она имела максимальную отдачу мощности с единицы площади антенны, а именно 17 000 ватт с квадратного метра. Для примера, РЛС П-14 могла отдать лишь 500 Вт с квадратного метра. При этом мощность передатчика составляла около 20 кВт. Во-вторых, на «Лене» П-70 был впервые в мире применён зондирующий сигнал сложной формы. Вся аппаратура РЛС размещалась в двухэтажном здании, обитом железом и оборудованном гермодверями.
На первом этаже аппаратной станции размещались дизеля для электропитания, редукторы, электропреобразовательные агрегаты. На втором этаже размещалась собственно аппаратура станции, а на крыше здания в круговом жёлобе на колёсах вращалось сетчатое зеркало антенны с размахом «крыльев» в 70 метров. Само здание имело мощное заземление и было обшито металлическими защитными экранами.
РЛС производились 8 лет, по 1—2 комплекта в год. Всего было в серии изготовлено 11 комплектов РЛС, но мест дислокации — 10:
1. г. Северо-Восточный Банк (Азербайджан)
2. Мандал-Гоби (Экспедиция «Горизонт», Монголия)
3. Вайталахта (полуостров Рыбачий, Мурманская область)
4. Котлас (Архангельская область)
5. Керчь (Крым)
6. Выборг (Ленинградская область)
7. Измаил (Одесская область, Украина)
8. Амдерма (Ненецкий АО)
9. о. Русский (Владивосток)
10. Шилуте (Литва)

Про 11-й комплект упоминается, что он был предназначен для точки в бухте Ольга (Приморский край) и вроде бы сам комплект уже находился на месте, но на месте были проблемы со строительством здания и поэтому его не разворачивали.
Так же на полигоне Капустин Яр располагался опытный образец РЛС, который регулярно подключался к боевой работе для наблюдения за приземлением спутников.
На данный момент сохранилась лишь единственная станция вблизи посёлка Амдерма. На этой станции уцелела антенна и большинство аппаратуры, поскольку уничтожению препятствует администрация посёлка.

## Массовая культура

### Видеоигры
РЛС П-70 «Лена-М» встречается в компьютерной игре Arma 3 под названием Радарный комплекс (Radar Complex) как декоративный объект. Появилась в игре с выходом дополнения Contact 25 июля 2019 года. Находится на карте Ливония на территории старой радиолокационной станции Сварог по игровым координатам 049-021. Может быть размещена вручную в игровом редакторе Eden из двух активов «Радарный комплекс (антенна)» и «Радарный комплекс (основание антенны)». 

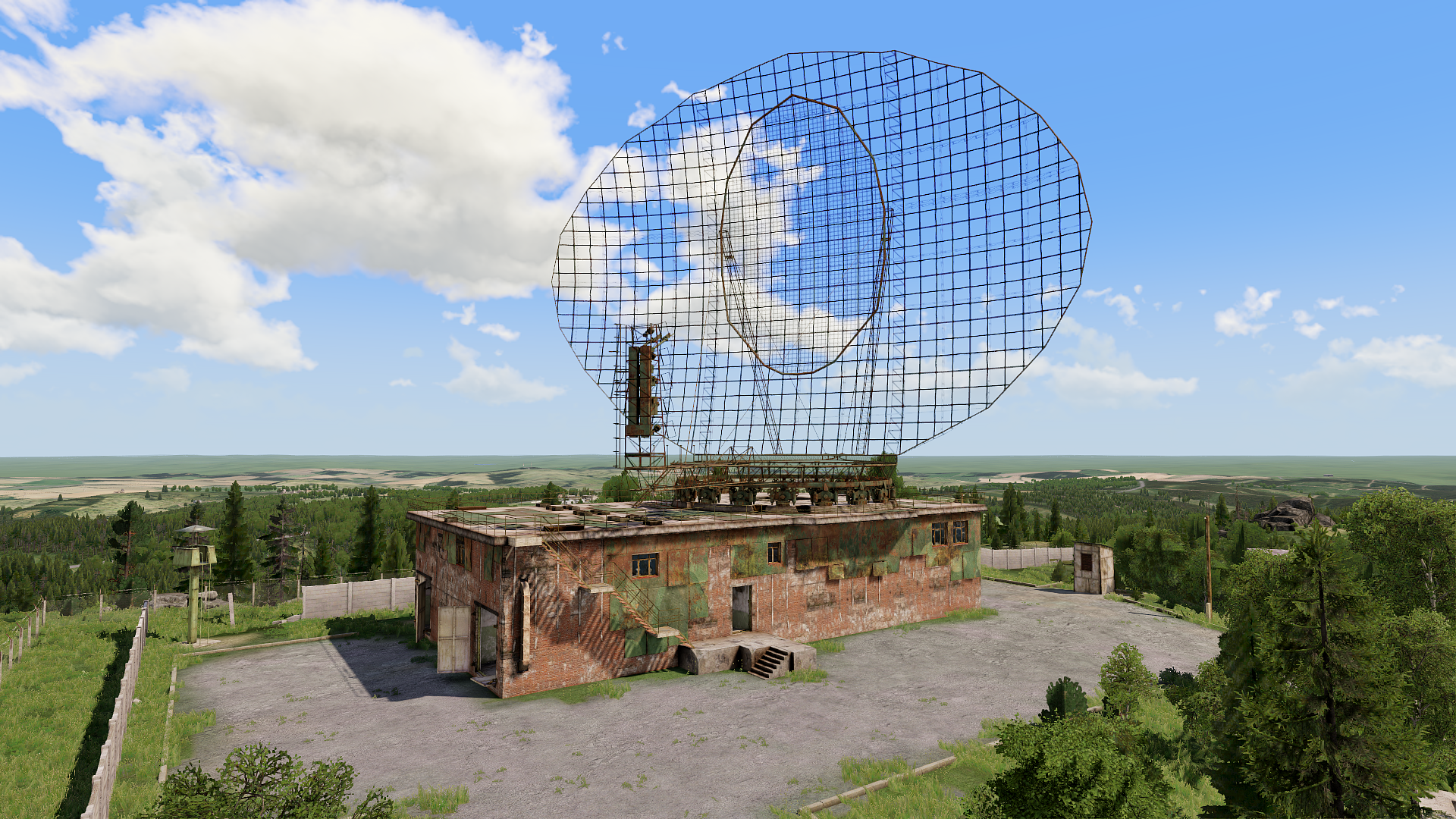
РЛС П-70 «Лена-М» в игре Arma 3 на карте Ливония